# Personaggi di Tutti pazzi per amore
Questa voce contiene un elenco dei personaggi presenti nella serie televisiva Tutti pazzi per amore.

## Personaggi principali

### Dalla prima stagione

#### Laura Del Fiore
Laura, interpretata da Stefania Rocca (stagione 1) e da Antonia Liskova (stagioni 2-3), è una donna che da poco ha ritrovato se stessa e che, separata da Riccardo Balestrieri, scrittore di fama internazionale, ha cresciuto negli ultimi anni da sola i figli Emanuele e Nina. Dopo alcuni anni di maternità a tempo pieno trova lavoro nel settimanale Tu donna dove le viene affidata la rubrica La Posta del cuore e nella cui redazione trova le proprie migliori amiche. Ama i film d'amore ed è idealista, romantica e priva di ambizione, a differenza di sua madre Clelia, che, infatti, non perde mai occasione per criticarla. Conosce Paolo per caso nella prima stagione, non sapendo che si tratta del vicino che malsopporta, dando poi il via alle vicende della serie. Si fidanza con Paolo nella prima stagione, di cui rimane incinta ma perde il bambino. Poco prima del matrimonio lo tradisce con l'ex marito Riccardo: scoperto l'accaduto, Paolo la lascia sull'altare ma, alla fine, faranno pace e torneranno insieme. Nella seconda stagione Laura pubblica il suo libro Innamorate Pazze: in un momento di distanza per la promozione dello stesso, viene tradita da Paolo con Valeria, tema centrale della seconda parte della seconda stagione. Alla fine riesce a perdonarlo e i due si sposano. Nella terza stagione, Laura rivela a Paolo di aspettare un figlio da lui.

#### Paolo Giorgi
Paolo (stagioni 1-3), interpretato da Emilio Solfrizzi, è un perito agrario che per diletto allena una squadra di scarsissimi pallanuotisti. Vedovo con a carico Cristina, figlia adolescente, si trasferisce nel palazzo di Laura nella prima puntata. I due si stanno antipatici come vicini, pur non essendosi mai visti in viso, e si innamorano come sconosciuti incontrati per strada: l'equivoco sarà il motore delle vicende della serie. Goffo e impacciato, non sa comportarsi con le donne, siano esse coetanee, attraenti ragazze più giovani, le anziane zie pettegole o la figlia in crisi adolescenziale. Colleziona modellini di aeroplani e adora i Matia Bazar, dei quali custodisce gelosamente l'intera discografia. Paolo non ha mai preso la patente ed è responsabile dell'incidente stradale che ha provocato la morte di sua moglie (si era messo per la prima volta al volante con lei e per di più ubriaco): tale evento l’ha sconvolto al punto che tuttora vieta alla figlia di salire sulle moto. Si fidanza con Laura nella prima stagione. In un momento di crisi lei lo tradisce con l'ex marito Riccardo, pur confessandoglielo poco dopo: questo porterà Paolo a lasciarla sull'altare, pur poi riappacificandosi poco dopo. Nella seconda stagione Paolo abbandona il suo lavoro di perito statale per aprire un vivaio con Valeria Guerrieri: in un momento di gelosia verso Laura, eccessivamente impegnata nella promozione del suo libro, la tradisce con la collega, glielo confessa e la coppia si separa. Alla fine della seconda stagione tornano assieme e si sposano. Nella terza stagione la coppia aspetta un figlio.

#### Monica Liverani
Monica (stagioni 1-3), interpretata da Carlotta Natoli, è la caporedattrice di Tu Donna e single suo malgrado: maschera la sua condizione di singletudine alle colleghe narrando di essere ancora assieme a Gabriele, che in realtà l'ha lasciata mesi prima. Ci tiene a definirsi “libera” e non sola per mascherare il peso di non avere un compagno. È spiritosa, colta e intelligente, ma anche nevrotica e piena di complessi. È una buona forchetta e si sfinisce di corse, diete e palestra nonostante tutti le dicano che non ne ha bisogno. Conosce Michele (Neri Marcorè), migliore amico di Paolo, con cui entra subito in conflitto pur sviluppando una sorta di amicizia, tanto da essere accompagnata da lui al matrimonio dell'ex fidanzato Gabriele con la nobile Delfina (Regina Orioli). Nel frattempo tenta infruttuosamente di distrarsi con il noioso Sergio (Luca Calvani) e altre tragiche avventure. Sulla sua vita si affaccia Ermanno (Pietro Taricone), amico di Michele, ai suoi occhi colto e affascinante solo perché segretamente imbeccato da Michele, in realtà ignorante e buzzurro. Dopo aver scoperto la verità capisce di essere innamorata di Michele, ma teme che quest'ultimo non ricambi. Alla fine della prima stagione Monica e Michele trovano finalmente il loro lieto fine, coronando il loro amore e fidanzandosi. All'inizio della seconda stagione scopre di essere incinta poco prima del matrimonio, che tuttavia finisce tragicamente con la morte di Michele stesso. Monica andrà a vivere con Adriano, fratello del fidanzato per superare il lutto. I due comprendono una reciproca attrazione e l'uomo deciderà di riconoscere legalmente il nipote Michelino. Nella terza stagione Monica rimane nuovamente sola e conoscerà il pediatra Giampaolo, fidanzato di sua cugina Elisa. Alla fine i due riusciranno a stare insieme.

#### Michele Ventoni
Michele (stagioni 1-2) interpretato da Neri Marcorè, era un perito agrario fino a quando non decide di aprire un ristorante tutto suo assecondando la sua più grande passione: la cucina. Sciupafemmine e single incallito, allergico alle relazioni che durano più di due giorni, dopo una serie di battibecchi con Monica (Carlotta Natoli), si scopre innamorato di lei ma è terrorizzato all'idea di avere una relazione: decide quindi di istruire a puntino il suo fornitore di cioccolata, Ermanno (Pietro Taricone), così che lui diventi l'uomo ideale di Monica al posto suo. Il piano viene puntualmente scoperto e l'amicizia tra Monica e Michele, nonché l'amore nato da essa, va all'aria. In seguito ad un fallimentare tentativo di psicanalisi con il dottor Freiss (Giuseppe Battiston), Michele capisce di dover tentare il tutto per tutto con Monica e le confessa il suo amore. Alla fine della prima stagione, i due si fidanzano, giungendo al matrimonio all'inizio della seconda stagione. Purtroppo, Michele muore sull'altare, pur rimanendo personaggio ricorrente nella serie vegliando sui suoi amici dall'aldilà e apparendo loro in sogno. Al termine della seconda stagione, dopo la nascita del figlio, che porterà il suo stesso nome, Michele ne diventa l'angelo custode. In forma di anima interagisce con Dio (voce di Paola Cortellesi).

#### Emanuele Balestrieri
Emanuele (stagioni 1-3) interpretato da Brenno Placido, è uno studente del quarto anno di liceo classico, primo della classe e piccola leggenda della scuola. Maniaco dell'ordine e della pulizia, ha una serie di fissazioni legate all'igiene: non mangia mai nello stesso piatto due cibi diversi e non fa che disinfettare ogni cosa, specialmente nella sua camera. Ha una vera passione per lo studio e non perde occasione per correggere Cristina nell'uso del congiuntivo. Affronterà la scoperta dell'omosessualità del padre, arrivando persino ad aggredire il compagno di lui, Peter, salvo poi riappacificarsi e accettare da loro consigli sul look. Complice un gioco della bottiglia in gita scolastica, bacia Cristina e tra i due si smuove una lieve cotta che sfuma quando la relazione tra i loro genitori li rende fratellastri. Cita Schopenhauer e Aristotele come i suoi coetanei citano rapper e calciatori. Nella prima stagione ha una relazione con una donna di quasi trent'anni con una figlia. Nella seconda stagione il suo ruolo di primo della classe viene minacciato da Viola Sacchetti, quasi più brava di lui, fidanzata con Sandrino, studente universitario brillante, atletico e intelligente. Lei lo lascerà in favore di Emanuele, salvo poi inizialmente tornare con Sandrino per poi intraprendere un ménage à trois e infine rimanere solo con Emanuele. Nella terza stagione vanno a convivere in un appartamento nello stesso palazzo in cui vivono Paolo e Laura, in doppia coppia con Cristina e Raoul. In questo periodo Emanuele sarà avvicinato da Francesca, sua collega di università innamorata di lui, che riuscirà con i suoi inganni a far lasciare Emanuele e Viola, e ad andare a letto con lui. Alla fine, però, Emanuele e Viola torneranno insieme.

#### Cristina Giorgi
Cristina (stagioni 1-3) interpretata da Nicole Murgia, è la figlia di Paolo, sportiva, poco romantica, appassionata di motori, adora gli sport violenti come il wrestling e mangia hamburger, patatine e surgelati a cui il padre l'ha abituata. Appena trasferitasi nel quartiere, si ritrova compagna di banco di Emanuele, con cui va subito in scontro e da lui costantemente corretta per l'ignoranza dimostrata, tanto da chiamarlo Psycho 5 per le sue manie ossessivo-compulsive. Cristina avrà una relazione con Davide Palmieri (Federico Le Pera), il più bello della scuola, con cui perderà la verginità ma che dovrà trasferirsi in Grecia con la famiglia. Durante la gita di classe, complice un gioco della bottiglia, Cristina bacerà Emanuele sviluppando una leggera cotta, che sfumerà quando scopriranno che i rispettivi genitori sono tornati assieme. Nella seconda stagione compie 18 anni e perde la testa per il suo istruttore di Kick Boxing Raoul, fratello di Viola, per poi fidanzarsi con lui. Nella terza stagione cerca lavoro con poco successo fino a diventare meccanica, contro ogni pregiudizio e portando avanti la gravidanza con Raoul.

#### Nina Balestrieri
Nina (stagioni 1-3) interpretata da Laura Calgani, è la figlia minore di Laura e sorella di Emanuele, frequenta la prima elementare. Nella prima stagione ha un amico immaginario che chiama Filippo, a cui attribuisce pensieri e opinioni che non vuole esprimere da sé. In casa tutti considerano Filippo una persona vera per non turbare la bambina, finché lei stessa non dichiara di averlo perso e non vederlo più. È immancabilmente il membro più saggio della famiglia nei momenti più irrazionali. Nella terza stagione ha un’improvvisa svolta emo.

#### Le zie Filomena e Sofia
Filomena (stagioni 1-3) interpretata da Pia Velsi e Sofia (stagioni 1-3) interpretata da Ariella Reggio sono le zie di Paolo. Le due anziane donne non si sono mai sposate, vivono insieme e nutrono una profonda devozione per il nipote (e per Massimo Ranieri). Spesso preparano dei manicaretti per Paolo e Cristina, ma con pessimi risultati, tanto da decidere di prendere lezioni di cucina. Nella seconda stagione aiutano Stefania e Giulio con le gemelle e conosceranno due uomini coetanei. Dalla terza stagione si trasferisco nella casa di Paolo e Laura, occupandosi delle faccende domestiche e di Nina.

#### Stefania del Fiore
Stefania (stagioni 1-3) interpretata da Marina Rocco, è una hostess di volo e fidanzata da dieci anni con Giulio. Viziata e capricciosa, Stefania è abituata a essere servita e riverita da "Giulietto" e senza nemmeno rendersene conto inizia a sfruttarlo e a trascurarlo. Sempre in viaggio, con la valigia pronta, ha l'umore che sbalza come il jet lag, ama lo shopping e le feste. Quando Giulio la lascia, stufo del suo atteggiamento, lei cambia completamente e diventa la più devota delle fidanzate. Nella prima stagione, pensando di essere sterile, adotta con Giulio un orfano coreano di nome Yang, pur scoprendo poco dopo di essere incinta di due gemelle, Rebecca e Rachele, che partorisce nella seconda, con Yang in arrivo. Nella terza stagione, a causa dello stress dovuto al cambiare casa, lei e Giulio litigano spesso, tanto da minacciare il divorzio ma, alla fine faranno pace grazie all'affetto della famiglia.

#### Giulio Pierantoni
Giulio (stagioni 1-3) interpretato da Luca Angeletti, è un impiegato in banca e fidanzato da dieci anni con Stefania. All'inizio è il classico fidanzato zerbino: anche troppo buono e sempre disponibile, lava, cucina, stira, fa la spesa e scarrozza in giro la fidanzata. Stanco delle innumerevoli esigenze della fidanzata, la lascia e ha una breve relazione con Clara, una hostess collega di Stefania. Quando quest'ultima cambia radicalmente, pronta a ricominciare, i due si sposano. Poco dopo Stefania confessa a Giulio di essere sterile quindi la coppia chiede in adozione Yang, un bambino coreano. Poco dopo scoprono effettivamente di aspettare due gemelle, Rebecca e Rachele, che arriveranno nella seconda stagione, poco prima di Yang. Nella terza stagione lui e Stefania sono in procinto di cambiare casa ma, essendo pieni di debiti e con lo stress da trasloco, avranno pesanti discussioni e litigi che li porteranno sulla via del divorzio ma alla fine, grazie alla famiglia, torneranno insieme.

#### Clelia Arcangeli e Mario Del Fiore
Clelia (stagioni 1-3), interpretata da Piera Degli Esposti, e Mario (stagioni 1-3), interpretato da Luigi Diberti, sono i genitori di Laura e Stefania. Lei è un'avvocata divorzista che non si decide ad andare in pensione, autoritaria, acida, il suo atteggiamento mette in soggezione tutti, anche le figlie. È separata da suo marito Mario, che getta tra le braccia della francese Sandrine (Emanuela Grimalda) salvo continuare a frequentarlo di nascosto da tutti, famiglia compresa. Sotto sotto ha il cuore tenero, ma non lo confessa a nessuno. Nella seconda stagione risposerà infine l'ex marito. Mario è molto più pacato e accogliente, e tenta di ammorbidire la moglie.

### Dalla seconda stagione

#### Adriano Ventoni
Adriano (stagione 2) interpretato da Alessio Boni, è il fratello minore di Michele. Arriva a Roma per il matrimonio del fratello e, dopo la sua morte prematura, decide di restare per aiutare Monica, che aspetta un figlio. Di professione ornitologo, è un uomo meticoloso, preciso, imbranato e timido. Inizialmente Monica non lo sopporta, e il sentimento è ricambiato ma Adriano comincia a innamorarsi della donna, la vede, infatti, nuda. Chiede aiuto a Paolo, che gli consiglia di lasciarla stare, ma lui non vi riesce. Mentre l'ornitologo inizia una relazione con Bea, una parrucchiera toscana, Monica capirà la brava persona che c'è dietro quell'aria da secchione, e s’innamorerà di lui. Così, Adriano lascerà Bea per fidanzarsi finalmente con Monica. Lei è al nono mese di gravidanza, ma gli permette comunque di andare a cercare una rarissima specie di oca sulle montagne. Quando trova una Papera Vulgaris che lui riesce a capire, gli comunica che la sua compagna sta partorendo, torna immediatamente a Roma, e le sta vicino, vedendo la nascita del suo nipotino, che verrà chiamato come il padre, Michele. Nella terza stagione lui non compare, è Monica, parlando con la sua amica Rosa, a dire che i due si sono nel frattempo sposati e poi separati per incompatibilità di caratteri.

## Il mondo di Laura

### Dalla prima stagione

#### Riccardo Balestrieri
Riccardo (stagione 1) interpretato da Tomas Arana e doppiato da Fabrizio Pucci, è l'ex marito di Laura e padre di Emanuele e Nina. Ha lasciato la moglie e i figli dopo aver scoperto la propria omosessualità. È uno scrittore di grande successo, molto amato dalle donne. Vive negli Stati Uniti con il proprio compagno Peter, fino a quando decidono di tornare a vivere in Italia dichiarando la propria omosessualità anche a Emanuele, che ne rimane sconvolto. Va a letto con Laura nella prima stagione e, a causa di questo evento, Paolo la lascerà all'altare. Tra la prima e la seconda stagione torna negli Stati Uniti e comparirà solo citato.

#### Maya Marini
Maya (stagioni 1-3) interpretata da Francesca Inaudi, è una giornalista di Tu donna stravagante dai capelli rosa tinti che scrive di eventi e costume, mangiatrice di uomini per professione. Nella seconda stagione si trova cambiata quando inizia una relazione duratura con un uomo sposato, Tommaso (Giulio Base). Al termine della seconda stagione comprende di non amare realmente Tommaso ma di essere innamorata del collega Elio (Corrado Fortuna), tornato dalle amiche e colleghe della redazione a metà stagione, perché innamorato proprio di Maya. Alla fine però Elio, tornato dagli Stati Uniti, la lascerà bruscamente poiché innamorato di un'altra donna di nome Pamela.

#### Rosa Salerno
Rosa (stagioni 1-3) interpretata da Irene Ferri, è una giornalista di Tu donna esperta di viaggi, sposata e mamma di tre gemelli (Marco, Guido e Lorenzo). Stressata, stanca e indaffarata, Rosa ha il sonno arretrato da quando sono nati i suoi tre bambini. Sempre di corsa, non ha più tempo di pensare a se stessa. Le piace molto lavorare, dice che l'unico momento in cui le sembra di non sentire le urla dei bambini è quando picchietta sui tasti del computer. Ama i viaggi, che oramai si limita a sognare. Nella seconda stagione viene lasciata dal marito Carlo; dopo una serie di appuntamenti falliti trova l'amore in Teo, cugino di Elio, assunto come baby-sitter e che ha tredici anni meno di lei.

#### Lea De Angelis
Lea (stagioni 1-2) interpretata da Sonia Bergamasco, è una giornalista di Tu donna dal carattere freddo, rigido e preciso, senza una parola buona per nessuno. È l'unica in redazione a non andare d'accordo con le colleghe, stufe della sua saccenza e del suo aperto atteggiamento di superiorità al punto da chiamarla Alien e ignorarla sfrontatamente. Lea, del resto, è convinta di avere la vita perfetta, finché non scopre che il suo ricco marito la tradisce e l'imperante femminismo che aleggia in redazione non la induce a rompere ogni rapporto con lui. Nella seconda stagione Lea diventa molto meno rigida e si scoprirà essere più umana di quanto si pensasse: intraprende una relazione con il neo-grafico Ermanno e, a metà stagione, e si trasferisce con lui a Londra.

#### Elio Franci
Elio (stagioni 1-3) interpretato da Corrado Fortuna, è il grafico della rivista Tu Donna. Si fidanzerà presto con Manuela, la postina della redazione. Unico uomo della redazione, fa fatica a non soccombere davanti a tutte le sue colleghe. Successivamente si trasferirà alla Gazzetta dello Sport ma, innamorato di Maya, tornerà a Tu donna nella seconda metà della seconda stagione. Nella terza stagione si trasferisce negli Stati Uniti, venendo sostituito da Elisa, cugina di Monica. Torna nell'ultimo episodio, dove rivela a Maya di volerla lasciare perché si è innamorato di una donna chiamata Pamela, trasferendosi definitivamente in America.

#### Ermanno
Ermanno (stagioni 1-2) interpretato da Pietro Taricone, è un amico di Michele, inizialmente impegnato come cioccolataio, spinto dall'amico a corteggiare Monica fingendosi acculturato, in realtà rozzo e ignorante. La sua relazione con Monica finisce quando la donna, trovatasi in casa sua, scopre che a Lelouch Ermanno preferisce Er Monnezza e a Prévert i fumetti. Nella seconda stagione sostituirà Elio come grafico a Tu donna ed avrà una storia con Lea, con cui si trasferirà a Londra.

#### Carlo
Carlo (stagione 1) interpretato da Fabio Balasso, è il marito di Rosa. Compare in alcune puntate della prima stagione. All'inizio della seconda stagione Rosa annuncerà di esser stata lasciata da lui, che l'ha abbandonata con i tre gemelli. Tornerà a metà della seconda stagione, ma la lascerà definitivamente scoprendo i suoi numerosi amanti durante la separazione.

#### Manuela
La postina di Tu donna. Avrà una breve relazione con Elio.

#### Clara
Clara (stagione 1) interpretata da Mia Benedetta, è una hostess di volo collega di Stefania. Per un momento di confusione di Stefania farà un viaggio a Helsinki con Giulio, il quale interromperà la relazione con la compagna per mettersi con lei. Quando Stefania capirà di doversi rimettere in carreggiata, Giulio lascerà Clara per tornare con lei.

### Dalla seconda stagione

#### Tommaso
Tommaso (stagione 2) interpretato da Giulio Base, è un uomo sposato e con due figli che intraprende una relazione clandestina con Maya Marini. È soprannominato dalle amiche di Maya "faccia di maiale".

#### Marco Castoni
Marco Castoni (stagione 2) interpretato da Ignazio Oliva, è l'editore di Laura nella seconda stagione. Ha un forte interesse nei suoi confronti, cosa che metterà in crisi la relazione tra i due protagonisti.

#### Bea
Bea (stagione 2-3), interpretata da Chiara Francini, è una vistosa parrucchiera toscana che si invaghisce di Adriano. Legherà con la redazione nella terza stagione.

#### Teo
Teo (stagione 2-3) interpretato da Stefano Masciolini, è il cugino di Elio, bravissimo come baby sitter, assunto da Rosa per badare ai tre gemelli. Si invaghirà di Rosa per poi iniziare una storia, nonostante la differenza d'età.

### Dalla terza stagione

#### Elisa Trombetti
Elisa (stagione 3) interpretata da Martina Stella, è la cugina di Monica, che va a sostituire Elio, partito per gli Stati Uniti. Elisa è toscana, venuta nella capitale per sposare il suo fidanzato, Giampaolo. Molto elegante nel vestire, adora il rosa, ripete spesso le parole tre volte ed è sempre a ridere per tutto rendendosi molto spesso insopportabile alle colleghe. Scopre che Giampaolo e Monica sono amanti, così finge di essere incinta per riprendersi il fidanzato. Alla fine viene lasciata all'altare, ma si innamora del cugino di Giampaolo, dopo aver avuto una visione simile a quelle di Monica e Giampaolo.

#### Giampaolo
Giampaolo (stagione 3) interpretato da Ricky Memphis, è il fidanzato di Elisa, cugina di Monica. È un pediatra, molto bravo nel suo lavoro. Monica se ne innamora appena lo vede, e comincia ad avere delle visioni di loro due nel passato. Subito Giampaolo non lo capisce, ma poi comincia ad avere le stesse visioni, e i due diventano amanti. Elisa, lo scopre, ma non lo dice, così finge di essere incinta. I due si lasciano sull'altare, così finalmente Monica e Giampaolo potranno stare assieme.

#### Elvira Arcangeli
Elvira (stagione 3) interpretata da Giovanna Ralli, è la sorella vedova di Clelia, molto più acida e cattiva di lei. Non vive a Roma e va a trovare i protagonisti nella loro città. È molto invadente e fa di tutto per far innervosire i protagonisti. Dirà a Paolo che Cristina è incinta, dopo aver trovato il test nell'armadio di Cristina. È considerata la pecora nera della famiglia ed ha un rapporto pessimo con la sorella Clelia. L'unica che le sta un po' più a cuore è sua nipote Stefania, della quale, però, si rifarà il pensiero quando Stefania la ingannerà. Alla fine, dopo aver detto a Paolo la novità sulla gravidanza di Cristina, partirà e non sarà più presente nella serie. È ispirata al personaggio di Crudelia De Mon, il quale lo ricorda il colore dei suoi capelli (bianchi con ciocche nere).

### Anna
Anna (stagione 3) interpretata da Orsetta De Rossi, è una piscoanalista, madre di Teo e zia di Elio. Non vede di buon occhio la relazione tra suo figlio e Rosa.

## Il mondo di Paolo

### Dalla prima stagione

#### Gennaro Capone, Paolo Merloni, Valentini
Tre dei membri della squadra di pallanuoto allenata da Paolo. Gennaro Capone (Adriano Pantaleo) è napoletano e inesperto con le donne; Paolo Merloni (Paolo Merloni è magrissimo e impacciato; Valentini (Paolo Setta) è balbuziente e si metterà con Martina, l'amica di Cristina.

#### Natascia Leonardi
Natascia (stagione 1) interpretata da Clizia Fornasier, è un’ex studentessa di Paolo che, una volta divenuta sua collega, prova invano a sedurre l'uomo.

### Dalla seconda stagione

#### Valeria Guerrieri
Valeria (stagione 2) interpretata da Camilla Filippi, entra in scena nella seconda stagione. Si rivolge a Paolo, ispettore agrario della Regione Lazio, per ottenere dei finanziamenti per costruire una nuova serra. È un tipo molto impulsivo e il primo approccio fra i due non è dei migliori: prima lei gli versa un caffè sulla camicia e poi polemizza per l'assenteismo di Paolo dal lavoro (non sapendo del suo impegno per organizzare il funerale di Michele). Si innamora di Paolo, con il quale trascorrerà una notte d'amore che metterà a rischio il rapporto di lui con Laura. Scaricata da Paolo, lascia il vivaio e si trasferisce altrove per non doverlo vedere più tutti i giorni.

#### Gianluca
Gianluca (stagione 2) è il fidanzato di Valeria Guerrieri. Fa l'avvocato. È molto rigido, la sua rigidità sarà una delle concause della rottura della relazione con Valeria e del suo avvicinamento a Paolo.

### Dalla terza stagione

#### Eva
Eva (stagione 3) interpretata da Anita Caprioli, è una vecchia amica di Laura e architetto di giardini. Viene assunta al vivaio di Paolo, che inizialmente la tratta male, sospettando che Laura l'avesse mandata per controllare la sua fedeltà, ma poi diventano molto amici. Eva è lesbica e, ha una relazione con Roberta, anche se quando conosce Claudia Sacchetti, madre di Viola e Raoul, rimane subito affascinata, a causa di questo fatto si lascia con Roberta ma, alla fine torneranno insieme.

#### Roberta
Roberta (stagione 3) interpretata da Alessia Barela, è la fidanzata di Eva. Fa la veterinaria e detesta gli uomini. I suoi genitori non sanno che è lesbica, ma poi glielo dirà ai genitori. Quando la fidanzata Eva conosce Claudia Sacchetti, madre di Viola e Raoul, rimane subito affascinata, e a causa di questo fatto le due si lasciano, ma alla fine torneranno insieme.

## Il mondo di Emanuele, Cristina e Nina

### Dalla prima stagione

#### Martina Liboni
Martina (stagioni 1-3) interpretata da Chiara Milani, è una compagna di scuola di Emanuele e Cristina. Grande amica e confidente sentimentale di quest'ultima.

#### Davide Palmieri
Davide (stagione 1) interpretato da Federico Le Pera, è il ragazzo più popolare della scuola, il più amato dalle ragazze e il più odiato dai ragazzi, il tipico "bello e impossibile". Davide si innamora di Cristina, ma dovrà lasciarla per trasferirsi in Grecia col padre, che lavora in ambasciata. Al suo ritorno, Cristina capisce di non amarlo più e lo lascia.

#### Sergio
Sergio (stagione 1) interpretato da Luca Calvani, è il maestro della scuola elementare di Nina (precisamente il supplente). La bambina alla ricerca del "Principe azzurro" per la madre prova a farli incontrare quando però ormai Laura è già innamorata di Paolo. Sergio avrà poi un breve e deludente flirt con Monica.

#### Caterina Mancuso
Caterina (stagioni 1-2) interpretata da Patrizia Loreti, è la professoressa di lettere e di latino di Emanuele, Cristina e Viola, nonché preside del liceo e zia di quest'ultima. Nella prima stagione sospende per due giorni Emanuele e Cristina dopo che quest'ultima gli ha dato un pugno in faccia per averle rubato il reggiseno ed averlo esposto in classe. Alla fine della seconda stagione, grazie alla sua determinazione e affetto verso i suoi studenti, li farà tutti promuovere all'esame di maturità.

#### Chiara
Chiara (stagione 1) interpretata da Alessandra Bellini, è una restauratrice venticinquenne con una figlia a carico, è una collega di Peter. Di lei s’innamora Emanuele nonostante la differenza di età. I due avranno, infatti, una storia, che sarà turbolenta, e che quindi finirà verso la fine della prima stagione. Dalla seconda stagione non comparirà più.

### Dalla seconda stagione

#### Viola Sacchetti
Viola (stagioni 2-3) è interpretata da Claudia Alfonso, è la nuova compagna di classe di Emanuele e Cristina, nonché la nipote della professoressa Mancuso. La ragazza è molto preparata e insidia la leadership di primo della classe di Emanuele. Quest'ultimo si fidanzerà con lei, per poi lasciarsi a causa del tradimento di lei con Sandrino, il suo ex-fidanzato. Viola si lascerà con lui per stare definitivamente con Emanuele. Nella terza stagione i due vanno a vivere insieme. A causa delle macchinazioni di Francesca, compagna di classe di Emanuele, innamorata di lui, i due si lasceranno ma, alla fine faranno pace e torneranno insieme.

#### Raoul Sacchetti
Raoul (stagioni 2-3) interpretato da Gabriele Rossi e da Massimo Ciavarro (guest stagione 3). È l'istruttore di kick-boxing di Cristina nonché fratello di Viola. È sieropositivo da quattro anni e per questo motivo spesso introverso. Quando si innamora, ricambiato, di Cristina, riesce a rivelarle la sua condizione e a instaurare una relazione con lei. Nella terza stagione vanno a vivere insieme, e scoprono di aspettare un figlio. All'inizio Raoul è contento, ma a causa dei bruschi modi di Paolo di farlo diventare più responsabile, lui lascerà Cristina e scapperà via. Tuttavia, Cristina riesce a trovarlo prima che possa andarsene per sempre e i due ritornano insieme.

### Dalla terza stagione

#### Claudia Mancuso in Sacchetti
Claudia (stagione 3) interpretata da Lucrezia Lante della Rovere, è la madre di Viola e Raoul. Non vive a Roma e, ci arriva solo dopo la notizia della gravidanza di Cristina, che accoglie con gioia ma anche con paura, perché pensa di non essere ancora pronta a fare la nonna. È una donna molto attiva, che adora lo shopping, in cui coinvolge Viola, che però non ne vuole sapere della madre. Paolo ha passato una notte con lei, e per questo è subito molto imbarazzato alla sua vista. Eva si prende una sbandata per lei, ma poi decide di continuare la sua storia e di essere felice con Roberta.

#### Francesca
Francesca (stagione 3) interpretata da Mily Cultrera, e la compagna di università di Viola ed Emanuele, è pazzamente innamorata di questo. Durante la stagione, soprattutto dopo l'arrivo di Jean Claude, cerca in tutti i modi di far insospettire Emanuele sul rapporto di Viola e Jean Claude. Alla fine ci riesce e, Viola ed Emanuele si lasciano. Francesca passa una notte con Emanuele, ma lui scopre che lei aveva pianificato tutto, e, andando su tutte le furie, la lascia e corre da Viola.

#### Jean Claude
Jean Claude (stagione 3) interpretato da Alan Cappelli Goetz, è l'amico francese di Viola, è un artista concettuale. Arriva a Roma per una mostra, che consiste nel guardarlo dormire dentro una teca di cristallo per due giorni. Viene ospitato da Francesca, che riesce a tendere così una trappola a Emanuele, che è molto geloso, facendogli credere che i due sono stati a letto insieme. Alla fine, Viola lascia Emanuele per la sua eccessiva gelosia e perché aveva picchiato Jean Claude. Questo però non è innamorato di Viola, bensì di Martina, migliore amica di Cristina, con la quale si mette alla fine della stagione.

## Lo studio televisivo

### Il dottor Freiss e la signorina Carla
Il dottor Freiss (stagioni 1-2) interpretato da Giuseppe Battiston e la signorina Carla (stagioni 1-2) interpretata da Carla Signoris sono un tuttologo e una presentatrice che seguono attraverso alcuni schermi le vicende di Paolo, Laura e tutti gli altri amici e parenti. Almeno una volta a puntata avviene uno "stacco" in cui la presentatrice chiede al dottore pareri riguardo alle situazioni che vengono a crearsi nella storia principale. Inizialmente sembra essere semplicemente un programma che sta seguendo tali vicende, una cornice interpretativa nella fiction della storia principale, poi, però i due piani narrativi si mescolano con l'avanzare delle puntate. Infatti, il Dottor Freiss inizia a interagire con gli altri personaggi: prima rivolgendosi attraverso lo schermo a Michele che sta guardando la TV, poi dando un parere di persona a Michele stesso che gli è venuto a chiedere consiglio sulla sua relazione con Monica. Anche nell'ultima puntata della seconda stagione, il dottor Freiss si collega tramite la radio della macchina di Paolo, e proprio a quest'ultimo dà dei consigli per non arrendersi mentre è caduto in un burrone.
Il dottor Freiss viene presentato come esperto ogni volta di qualcosa di diverso, sempre argomenti sociologici ma con definizioni assurde: ogni volta lui dà sempre una risposta esauriente. A quanto pare, anche tra il dottor Freiss e Carla si instaura una storia d'amore.

#### Sottopancia con cui viene definito il dottor Freiss in ogni episodio
| Episodio | Sottopancia |
| -------- | --- |
| 1x01     | assente |
| 1x02     | Esperto in relazioni di coppia |
| 1x03     | Esperto in rapporti madre-figlia |
| 1x04     | Esperto in dinamiche della finzione |
| 1x05     | Esperto in sindrome pre-adolescenziale |
| 1x06     | Esperto in relazioni sado e masochiste |
| 1x07     | Esperto in fenomeni paranormali |
| 1x08     | Esperto in modalità e forme ossessione dell'amore |
| 1x09     | assente |
| 1x10     | Esperto in linguaggi telematici e realtà virtuali |
| 1x11     | Esperto di psicodinamiche biocognitive |
| 1x12     | Esperto di astronomia comparata e astrologia |
| 1x13     | Esperto in iterazioni tra membri della stessa famiglia |
| 1x14     | Esperto in modalità dell'inconscio e domande a bruciapelo |
| 1x15     | Esperto in edilizia della famiglia allargata |
| 1x16     | Esperto in abbagli clamorosi della sfera emotiva |
| 1x17     | Esperto di fughe sentimentali |
| 1x18     | Esperto di gravidanze difficili |
| 1x19     | Esperto in fenomenologia degli eventi traumatici |
| 1x20     | Esperto di segni rivelatori |
| 1x21     | Esperto di mitologia greca |
| 1x22     | Esperto di relazioni amicali Esperto di statistica e calcolo delle probabilità |
| 1x23     | Esperto in innamoramento, amore e dinamiche relazionali |
| 1x24     | Il nostro esperto |
| 1x25     | Nostro caro amatissimo |
| 1x26     | Vero pozzo di scienza |
| 2x01     | Esperto in seconde serie televisive nel cui titolo compare la parola “amore” Esperto in cialtroneria esoterica e lieto fine Esperto in piani del racconto                                                 |
| 2x02     | Esperto in scomparse improvvise di un personaggio da una serie televisiva |
| 2x03     | Esperto in solitudini solitarie e desiderio di affettività collettiva |
| 2x04     | Esperto di decenni che hanno cambiato la storia del costume rendendoci obiettivamente ridicoli |
| 2x05     | Esperto in risentimenti e rosicamenti vari |
| 2x06     | Esperto in lapsus freudiani e parole che scappano di bocca all'improvviso |
| 2x07     | Esperto in licenziamenti improvvisi e cambi repentini di vita Esperto in madri che pur amando molto i loro figli nutrono sentimenti ambivalenti Esperto in visioni di nudità che nascondono qualcos'altro |
| 2x08     | Esperto in finte felicità, complimenti fasulli e inquietudini in genere |
| 2x09     | Esperto in paure primordiali, angosce dell'inconscio e prime volte… e non solo in quel senso là |
| 2x10     | Esperto di silenzi, mancanza di argomenti e momenti di impasse |
| 2x11     | Esperto in apnea della comunicazione nella coppia Esperto in conclusioni affrettate Sig.na Carla – Conduttrice che salta troppo presto alle conclusioni                                                   |
| 2x12     | Esperto di incomprensioni e bisogni di consolazione |
| 2x13     | Esperto in comportamenti tipicamente maschili e strategie di difesa |
| 2x14     | Esperto di specchi e riflessologia plantare, ma soprattutto di specchi che con i piedi non c'entrano |
| 2x15     | Esperto di etica della comunicazione nel servizio pubblico radiotelevisivo Non è Mandrache – Non è Mandrake                                                                                               |
| 2x16     | presente, ma senza sottopancia |
| 2x17     | Esperto in genetliaci e compimento della maggiore età |
| 2x18     | Esperto in sonni, insonnia, mito di Morfeo e significante varie del dormire |
| 2x19     | Esperto in assenze importanti e mai casuali all'interno di un episodio di lunga serialità |
| 2x20     | Esperto in esperienze alternative e ménage à trois in voga soprattutto nei primi anni ‘70 |
| 2x21     | Esperto in teoria e pratica della fiducia nelle relazioni umane |
| 2x22     | Esperto in trappole emotive e ardue riconciliazioni |
| 2x23     | Esperto di casi di emergenza e di unità di crisi Esperto di soldatini |
| 2x24     | Esperto in piani del racconto ma che spesso e volentieri dice anche delle castronerie |
| 2x25     | Esperto di finali che mettono il cuore in pace e ci mandano a dormire tranquilli Esperto in labbra serrate                                                                                                |
| 2x26     | Esperto di sopravvivenza in situazioni estreme che manco li cani e in goffi incidenti stradali con piccole vetture                                                                                        |